# A Noite do Terror Cego
A Noite do Terror Cego (La noche del terror ciego) é um filme, luso-espanhol de 1971, do gênero horror, dirigido e roteirizado por Amando de Ossorio, música de Antón Garcia Abril.

## Sinopse
Um homem e duas mulheres em férias, envolvidos sentimentalmente, passam a noite nas ruínas de antigo monastério, onde estão enterrados os restos de humanos, executados por bruxaria, que voltam a vida como zumbis, os mortos sem olhos.

## Elenco
- Lone Fleming ....... Betty Turner
- César Burner ....... Roger Whelan
- María Elena Arpón ....... Virginia White (como Helen Harp)
- José Thelman ....... Pedro Candal (como Joseph Thelman)
- Rufino Inglés ....... Inspetor Oliveira
- Verónica Llimera ....... Nina
- Simón Arriaga ....... guarda do necrotério
- Francisco Sanz ... Professor Candal
- Juan Cortés ....... legista
- Andrés Isbert
- Antonio Orengo
- José Camoiras
- María Silva ...... Maria